# CDCA3
CDCA3 (англ. Cell division cycle associated 3) – білок, який кодується однойменним геном, розташованим у людей на короткому плечі 12-ї хромосоми. Довжина поліпептидного ланцюга білка становить 268 амінокислот, а молекулярна маса — 28 998.
| 10         |  | 20         |  | 30         |  | 40         |  | 50         |
| ---------- |  | ---------- |  | ---------- |  | ---------- |  | ---------- |
| MGSAKSVPVT |  | PARPPPHNKH |  | LARVADPRSP |  | SAGILRTPIQ |  | VESSPQPGLP |
| AGEQLEGLKH |  | AQDSDPRSPT |  | LGIARTPMKT |  | SSGDPPSPLV |  | KQLSEVFETE |
| DSKSNLPPEP |  | VLPPEAPLSS |  | ELDLPLGTQL |  | SVEEQMPPWN |  | QTEFPSKQVF |
| SKEEARQPTE |  | TPVASQSSDK |  | PSRDPETPRS |  | SGSMRNRWKP |  | NSSKVLGRSP |
| LTILQDDNSP |  | GTLTLRQGKR |  | PSPLSENVSE |  | LKEGAILGTG |  | RLLKTGGRAW |
| EQGQDHDKEN |  | QHFPLVES   |  |            |  |            |  |            |

A: Аланін

D: Аспарагінова кислота

E: Глутамінова кислота

F: Фенілаланін

G: Гліцин

H: Гістидин

I: Ізолейцин

K: Лізин

L: Лейцин

M: Метіонін

N: Аспарагін

P: Пролін

Q: Глутамін

R: Аргінін

S: Серин

T: Треонін

V: Валін

Кодований геном білок за функцією належить до фосфопротеїнів. 
Задіяний у таких біологічних процесах, як клітинний цикл, поділ клітини, мітоз, убіквітинування білків. 
Локалізований у цитоплазмі.